# سعيد خير الدين عروسي
سعيد خير الدين عروسي (مواليد 23 يوليو 1991 في سطيف) هو لاعب كرة قدم جزائري يلعب لصالح نادي وفاق سطيف في الرابطة الجزائرية المحترفة الأولى.

## الألقاب

### النادي
وفاق سطيف
- دوري أبطال أفريقيا: 2014
- كأس السوبر الأفريقي: 2015
- الرابطة الجزائرية المحترفة الأولى: 2014-15

## روابط خارجية
- سعيد خير الدين عروسي profile at DZFoot.com (بالفرنسية)
- سعيد خير الدين عروسي على موقع الاتحاد الدولي (مؤرشف)  (الإنجليزية)
- سعيد خير الدين عروسي على موقع قاعدة بيانات كرة القدم.إي يو (الإنجليزية)
- سعيد خير الدين عروسي على موقع Soccerway.com (الإنجليزية)